# Vårdnäs församling
Vårdnäs församling är en församling i Linköpings stift inom Svenska kyrkan. Församlingen ingår i Vist/Vårdnäs pastorat och ligger i Linköpings kommun i Östergötlands län.
Församlingskyrka är Vårdnäs kyrka.

## Administrativ historik
Församlingen har medeltida ursprung.
Församlingen utgjorde till 1962 ett eget pastorat för att därefter ha varit annexförsamling i pastoratet Vist och Vårdnäs.

## Kyrkoherdar
Lista över kyrkoherdar.
| Ämbetstid | Namn                                | Levnadstid | Övrigt                                    |
| --------- | ----------------------------------- | ---------- | ----------------------------------------- |
| 1380      | Canutus                             |            |                                           |
| 1397-     | Johannes Svarteprest                |            | Canonicus i Linköping.                    |
| 1442      | Petrus Matthiae (Pädher Matthisson) |            |                                           |
| 1509      | Andreas                             |            |                                           |
| 1522-1528 | Suno                                |            |                                           |
| 1551-1553 | Jöns                                |            |                                           |
| 1562-1577 | Kattillus Gunnari                   |            |                                           |
| 1582-1601 | Petrus Jonae                        | -1601      |                                           |
| 1602-1603 | Henricus                            |            |                                           |
| 1607-1624 | Johannes Benedicti Ulcanius         | -1624      |                                           |
| 1624-1636 | Zacharias Benedicti Wålnensis       | 1589-1636  |                                           |
| 1638-1651 | Samuel Vigius                       | -1651      |                                           |
| 1652-1693 | Emundus Lynœus                      | 1604-1693  | Kyrkoherde och kontraktsprost.            |
| 1693-1716 | Sveno Wallin                        | 165--1716  |                                           |
| 1716-1727 | Peder Gjädda                        | 1648-1727  |                                           |
| 1728-1733 | Isaacus Triwallius                  | 1681-1733  |                                           |
| 1734-1740 | Pehr Widbom (Widbaum)               | 1692-1740  |                                           |
| 1741-1776 | Edmund Älf                          | 1703-1776  |                                           |
| 1777-1809 | Lars Wikblad                        | 1730-1809  |                                           |
| 1811-1822 | Anders Wikblad                      | 1770–1836  | Senare kyrkoherde i Säby församling.      |
| 1822-1853 | Carl Johan Spaak                    | 1783-1853  | Kyrkoherde och kontraktsprost.            |
| 1853-1864 | Anders Fredrik Kylander             | 1808-1864  |                                           |
| 1864-1886 | Per Axel Stylin                     | 1812-1886  |                                           |
| 1889-1908 | Johan Alfred Westerlund             | 1849-1925  | Senare kyrkoherde i Skänninge församling. |
| 1909-1919 | Knut Borg                           | 1854-1933  | Kyrkoherde och kontraktsprost.            |
| 1932–1955 | Gösta Jehrlander                    | 1897–1955  |                                           |

### Komministrar
| Ämbetstid | Namn                           | Levnadstid | Övrigt                                         |
| --------- | ------------------------------ | ---------- | ---------------------------------------------- |
| 1605-1607 | Johannes Benedicti Ulcanius    | -1624      | Senare kyrkoherde i församlingen.              |
| 1669-1688 | Ericus Andreae Älf             | 1625-1693  | Avskedad 1688.                                 |
| 1689-1693 | Sveno Wallin                   | 165--1716  | Senare kyrkoherde i församlingen.              |
| 1700-1727 | Petrus Wiridenius              | 1672-1727  |                                                |
| 1728-1757 | Hemmingus Petri Trivallius     | 1682-1757  |                                                |
| 1759-1768 | Christian Grönvall             | 1720-1793  | Senare kyrkoherde i Vists församling.          |
| 1768-1780 | Anders Lidbergius              |            | Senare kyrkoherde i Gärdserums församling.     |
| 1780-1782 | Jonas Norraeus                 | 1747-1782  |                                                |
| 1784-1809 | Germund Engdahl                |            | Senare kyrkoherde i Västra Eneby församling.   |
| 1809-1822 | Nils Engströmer                | 1767–1838  | Senare kyrkoherde i Ekebyborna församling.     |
| 1823-1861 | Johan Magnus Pihlström         | 1776-1861  |                                                |
| 1862-1867 | Adolf Lindstedt                |            | Senare kyrkoherde i Vists församling.          |
| 1867-1873 | Gustaf Adolf Linderstam        | 1837–1896  | Senare kyrkoherde i Hagebyhöga församling.     |
| 1873-1880 | Carl August Lagergren          |            | Senare kyrkoherde i Regna församling.          |
| 1877      | Anton Fredrik Ludvig Björkgren | 1845-1878  |                                                |
| 1880-1887 | Fabian Trybom                  | 1849–1918  | Senare kyrkoherde i Malexanders församling.    |
| 1887-1898 | Johan Albin Dahlberg           |            | Senare komminister i Västra Eneby församling.  |
| 1899-1911 | Axel Albin Pettersson          |            | Senare kyrkoherde i Sankt Johannes församling. |

## Klockare och organister[5]
| Ämbetstid | Namn                 | Levnadstid | Yrke                  |
| --------- | -------------------- | ---------- | --------------------- |
|           | Carl Magni           |            | Klockare              |
| 1654      | Carl Jönsson         | -1669      | Klockare              |
| 1704-1710 | Per Carlsson         |            | Klockare              |
| 1709      | Hans                 |            | Organist              |
|           | Nils                 | 1611-1712  | Klockare              |
| -1740     | Botvid Hedlund       | 1694-1744  | Klockare              |
|           | Jöns Lindgren        | 1708-1744  | Klockare och organist |
| -1756     | Anders Sandberg      | 1700-1756  | Klockare och organist |
| 1782-1794 | Peter Åberg          | 1724-1794  | Klockare och organist |
| 1795-1801 | Axel Hedlund         | 1768-      | Klockare och organist |
| 1802-1837 | Per Sandbom          | 1779-1837  | Klockare och organist |
| 1837-1891 | Carl Nordqvist       | 1816-1891  | Klockare och organist |
| 1891-1924 | Johan Victor Janssén | 1863-1929  | Klockare och organist |
| 1924-1948 | Carl Holmbäck        | 1887-1949  | Klockare och organist |
| 1948-1950 | Lena Hede Carenbäck  |            | Klockare och organist |
| 1950-     | Gösta Krantz         |            | Klockare och organist |